# ハンマーフォール
ハンマーフォール（HammerFall）は、スウェーデン出身のヘヴィメタル・バンド。
1990年代 従来のHR/HMが廃れていった中、正統派メタルを主軸として台頭したバンドの一つ。往年の伝統美にこだわり「ピュア・メタル」とも形容されている。歴代の作品が本国チャート上位の常連でもあり、国民的支持を得ている。

## 音楽的特徴
ジューダス・プリーストやマノウォー、アクセプトに代表される正統派メタルを主軸とし、そこにジャーマンメタルの力強さや往年の北欧メタルを彷彿させる様式美を取り入れるなど、“ピュア・メタル”とも称されるヘヴィメタルの伝統美にこだわったバンドである。
近年、日本ではフィンランドのソナタ・アークティカやイギリスのドラゴンフォースなど若手の台頭に押され気味の感があるが、ヨーロッパでの人気は依然として高く、バンドがいかに支持されているかがわかる。

## 略歴

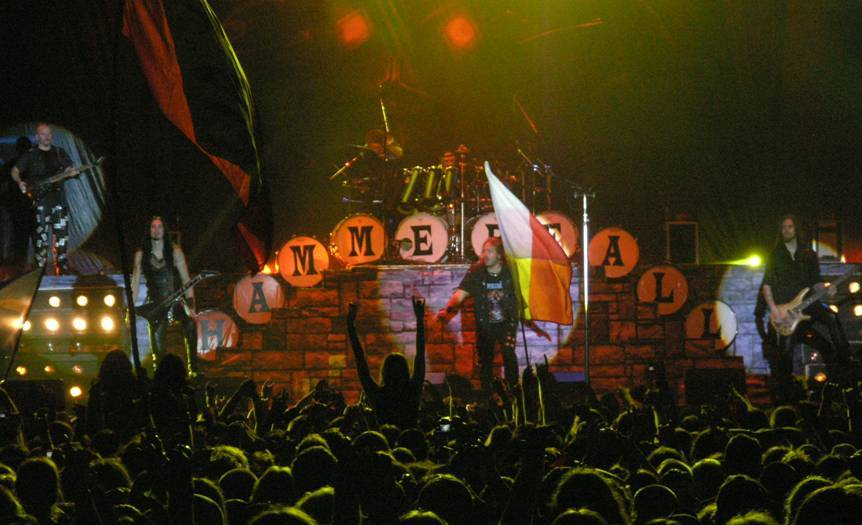
チェコ・ヴィゾヴィツェ公演 (2007年7月)

1993年にオスカー・ドロニャックとイン・フレイムスのイェスパー・ストロムブラードが中心のサイド・プロジェクトとして結成される。オスカーとイェスパーはセレモニアル・オースで共に活動していた。イェスパーは作曲やドラムでバンドに関わっていたが、イン・フレイムスの活動に専念するため、その後バンドを離れた。ダーク・トランキュリティのメンバーも参加していたことで知られている。初期はミカエル・スタンネ（ボーカリストに正式転向前）がボーカルを務めていた。
ヨアキム・カンスの加入した1996年からフルタイムバンドへと移行し、1997年にアルバム『グローリー・トゥ・ザ・ブレイヴ』でデビュー。2ndアルバムでステファン・エルムグレンとマグナス・ルセーン、3rdアルバムから元シルヴァー・マウンテン～イングヴェイ・マルムスティーンのドラマー、アンダース・ヨハンソン（イェンス・ヨハンソンの兄）が加入した。1998年に初来日公演を行っている。3rdアルバムまではイェスパーの作曲した楽曲が収録されており、2ndまではゲストプレイヤーとしてギターで参加している。
1999年、カイ・ハンセンとの共演によるハロウィンのカヴァー「アイ・ウォント・アウト」をシングルとしてリリースし、スウェーデンのシングル・チャートで55位に達した。2000年の通算3作目のアルバム『レネゲイド』で、ハンマーフォールは初めてスウェーデンのアルバム・チャート1位を獲得した。
2007年、マグナス・ルセーンがソロ活動専念のため脱退し、フレドリック・ラーションが復帰。2008年4月にはステファン・エルムグレンがパイロットに転職したため脱退、後任としてポンタス・ノルグレンが加入した。
地元のスウェーデンにおける知名度も高く、女子カーリングチームであるチームノルベリを応援するために、2002年に「Hearts on Fire」を使用し、本人たちとチームノルベリの4人が出演するプロモーションビデオを作製した。
2014年、ドラムスのアンダース・ヨハンソンが脱退。
2015年、メタルフェス「LOUD PARK」にて10年ぶりの来日公演を開催。
2019年、メタルフェス「METAL WEEKEND 2019」出演にて来日公演。

## メンバー
※2024年9月時点 

### 現ラインナップ
- ヨアキム・カンス (Joacim Cans) - ボーカル (1996年- )
- オスカー・ドロニャック (Oscar Dronjak) - ギター (1993年- )
- ポンタス・ノルグレン (Pontus Norgren) - ギター (2008年- )
- フレドリック・ラーション (Fredrik Larsson) - ベース (1994年-1997年、2007年- )
- ダーヴィド・ヴァリーン (David Wallin) - ドラムス (2014年- )

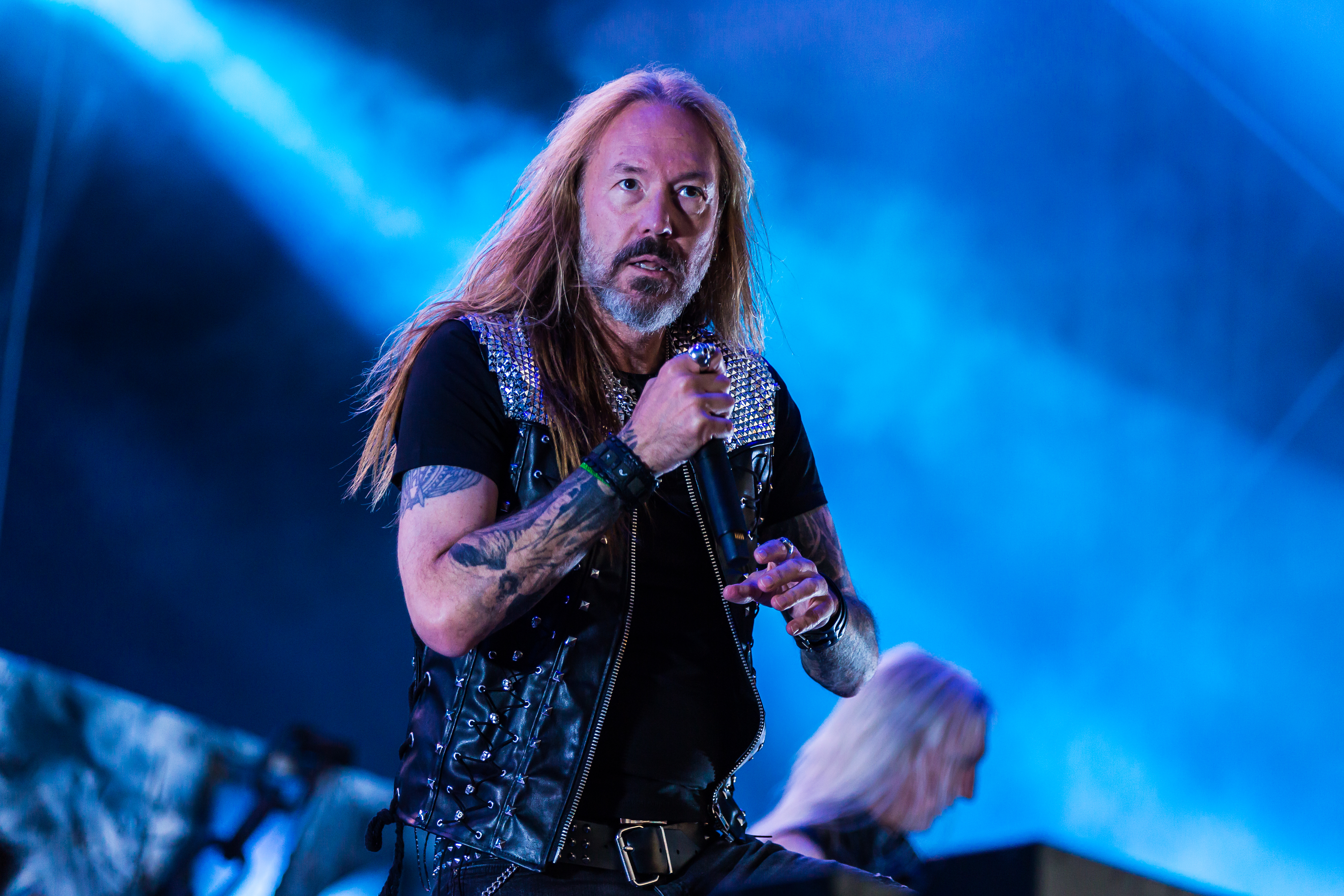
ヨアキム・カンス(Vo) 2024年
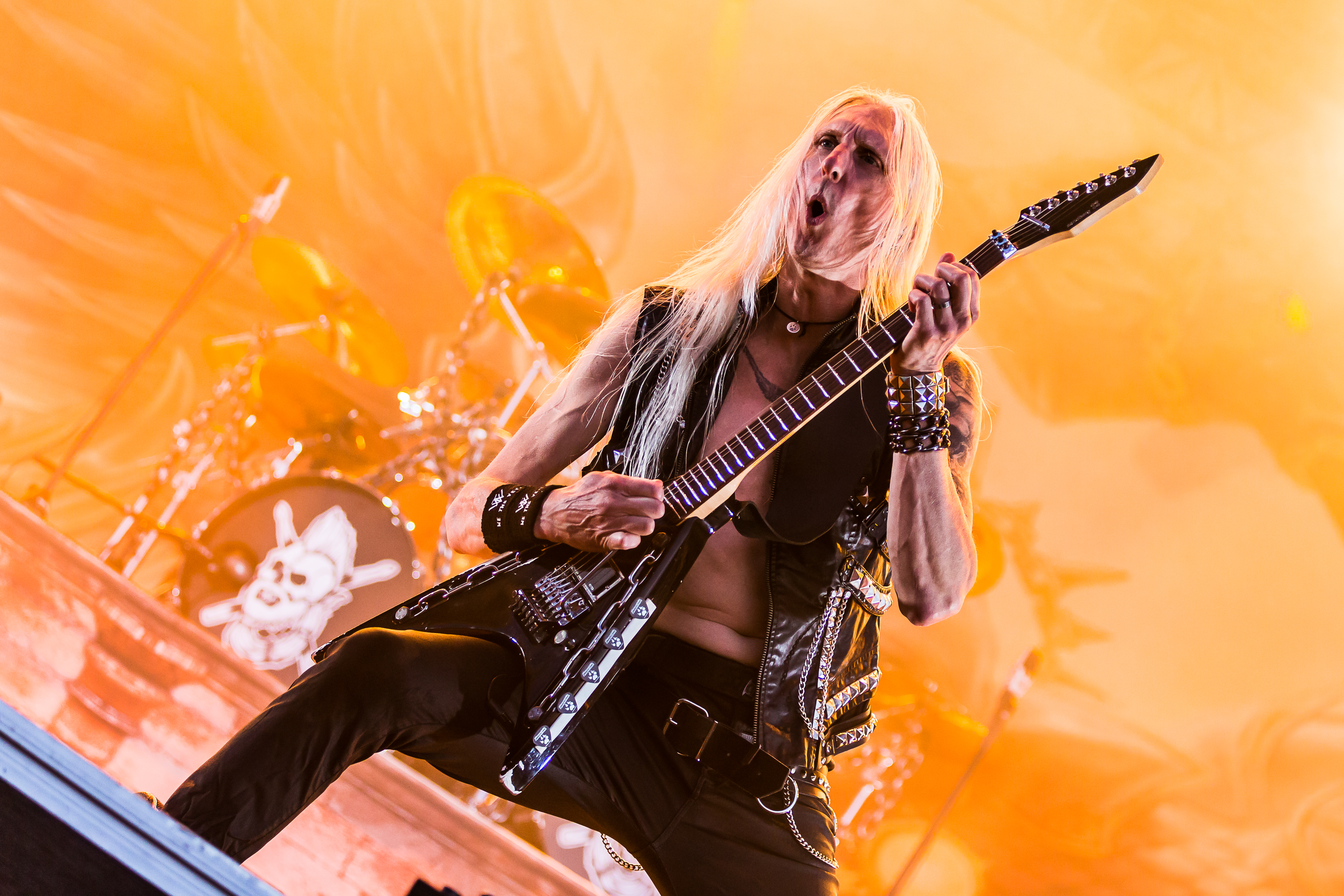
オスカー・ドロニャック(G) 2024年
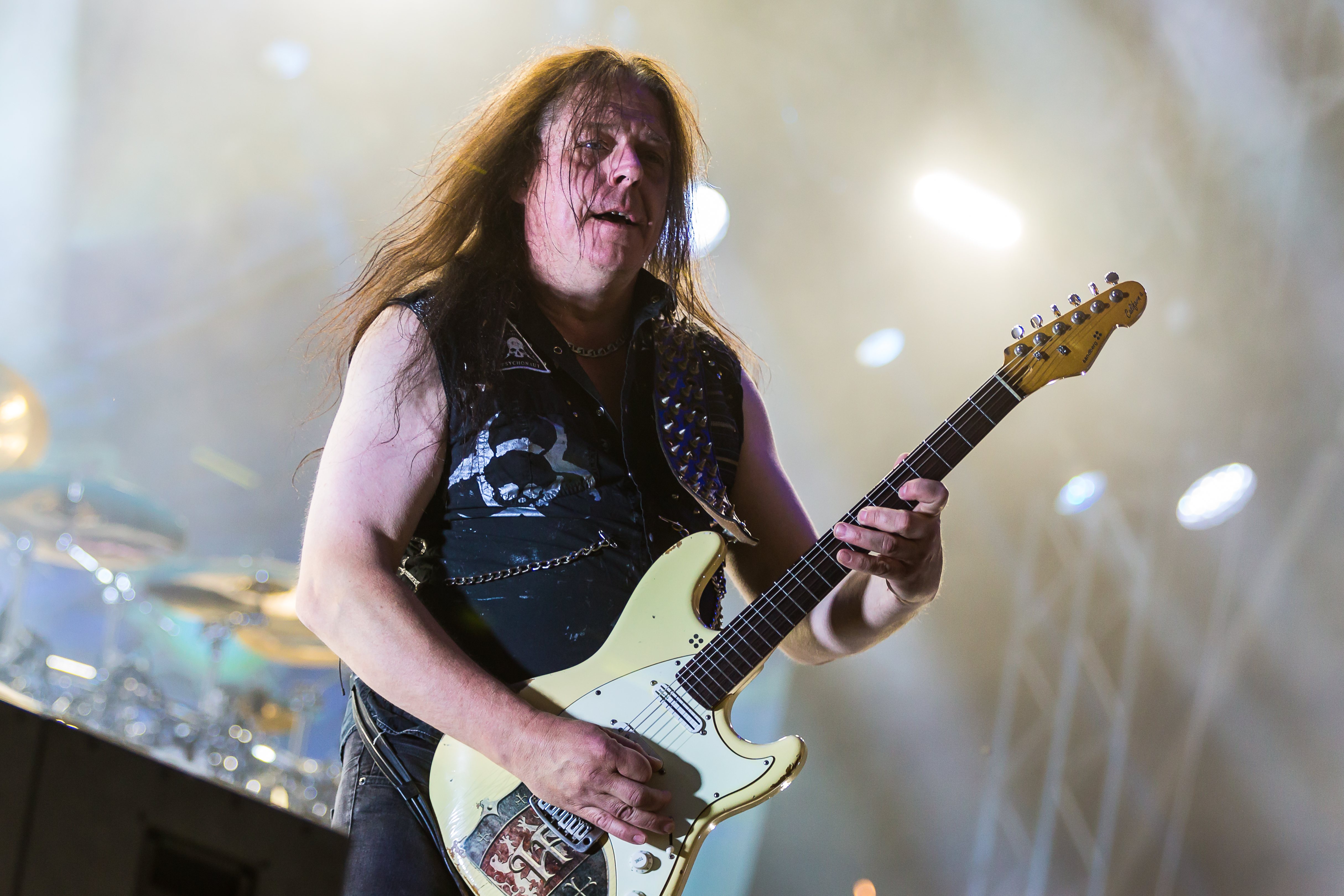
ポンタス・ノルグレン(G) 2024年
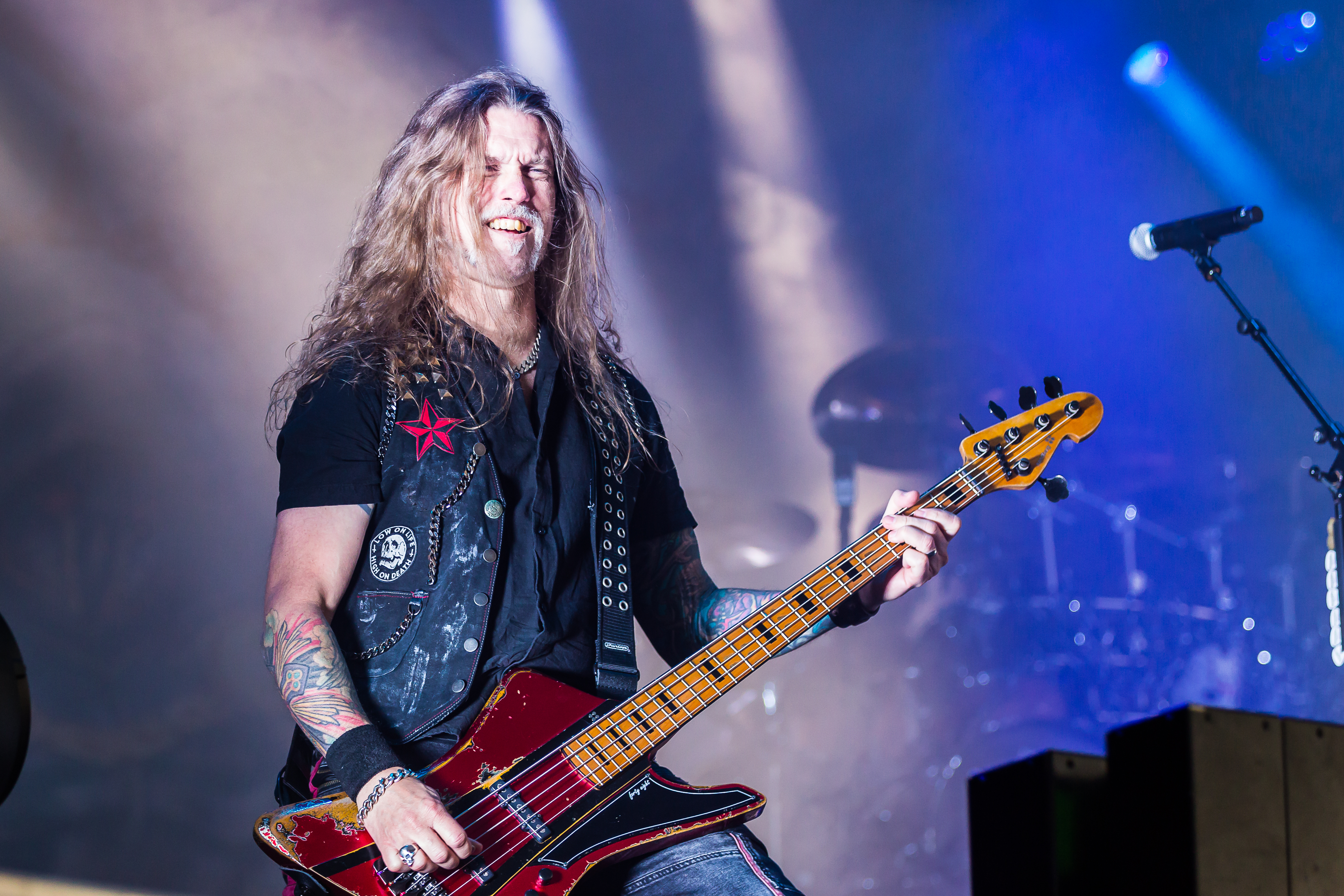
フレドリック・ラーション(B) 2024年
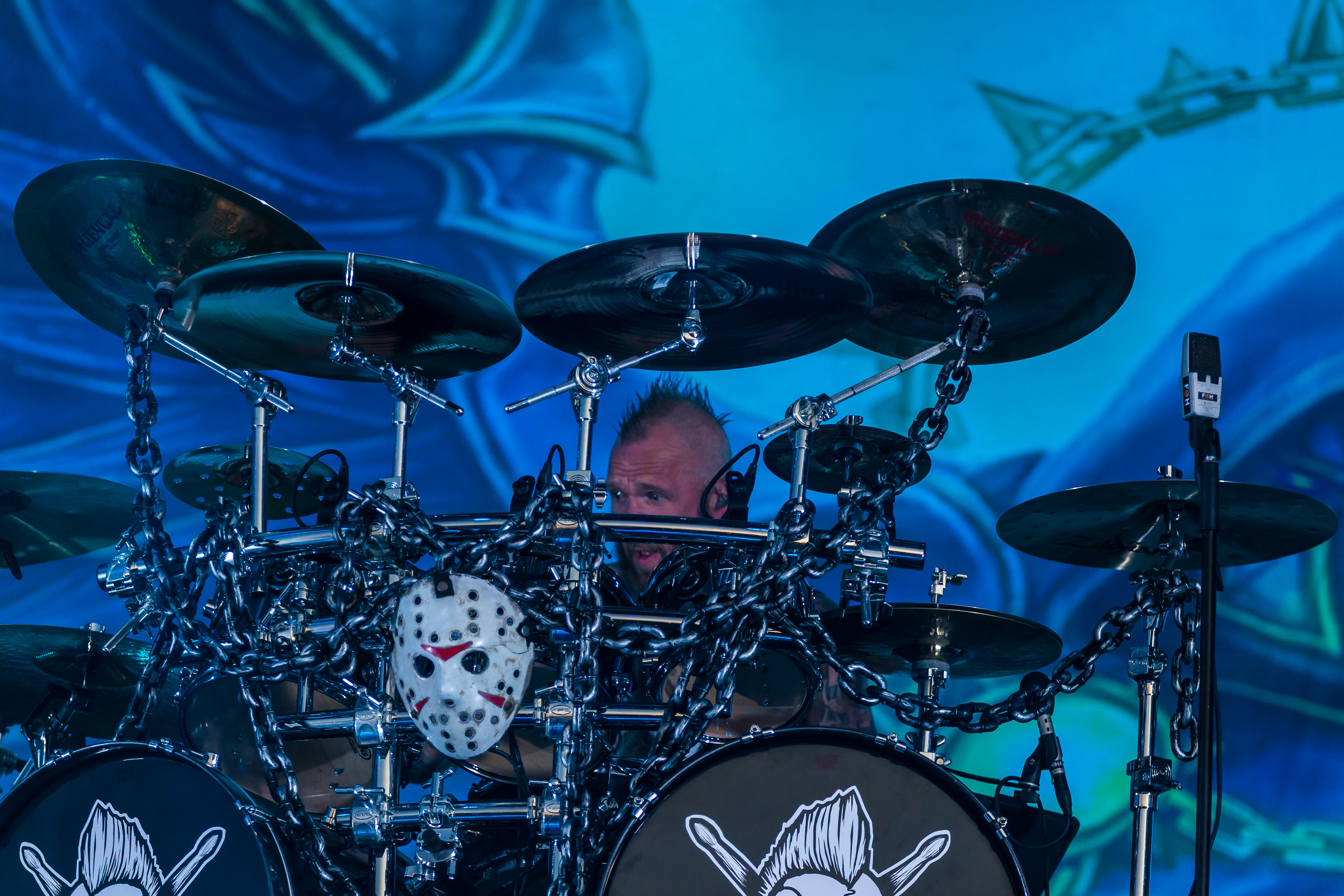
ダーヴィド・ヴァリーン(Dr) 2024年

### 旧メンバー
- ミカエル・スタンネ (Mikael Stanne) - ボーカル (1993年–1996年)
- ニクラス・スンディン (Niklas Sundin) - ギター (1993年–1995年)
- グレン・ユングストローム (Glenn Ljungström) - ギター (1995年–1997年)
- ステファン・エルムグレン (Stefan Elmgren) - ギター (1997年–2008年)
- ヨーハン・ラーション (Johan Larsson) - ベース (1993年–1994年)
- マグナス・ルセーン (Magnus Rosén) - ベース (1997年–2007年)
- イェスパー・ストロムブラード (Jesper Strömblad) - ドラムス (1993年–1997年)
- パトリック・ラフリング (Patrik Räfling) - ドラムス (1997年–1999年)
- アンダース・ヨハンソン (Anders Johansson) - ドラムス (1999年–2014年)

## ディスコグラフィ

### スタジオ・アルバム
- 『グローリー・トゥ・ザ・ブレイヴ』 - Glory To The Brave (1997年)
- 『レガシィ・オブ・キングス』 - Legacy Of Kings (1998年)
- 『レネゲイド』 - Renegade (2000年)
- 『クリムゾン・サンダー』 - Crimson Thunder (2002年)
- 『チャプター・ファイヴ：アンベント、アンバウド、アンブロウクン』 - Chapter V:Unbent, Unbowed, Unbroken (2005年)
- 『スレッショルド』 - Threshold (2006年)
- 『ノー・サクリファイス、ノー・ヴィクトリー』 - No Sacrifice, No Victory (2009年)
- 『インフェクテッド』 - Infected (2011年)
- 『レヴォリューション』 - (r)Evolution (2014年)
- 『ビルト・トゥ・ラスト』 - Built to Last (2016年)[8]
- 『ドミニオン』 - Dominion (2019年)
- 『ハンマー・オブ・ドーン』 - Hammer of Dawn (2022)
- 『アヴェンジ・ザ・フォーレン』 - Avenge the Fallen  (2024)

### ライブ・アルバム
- 『ワン・クリムゾン・ナイト』 - One Crimson Night (2004年)

### コンピレーション・アルバム
- 『スティール・ミーツ・スティール - テン・イヤーズ・オヴ・グローリー』 - Steel Meets Steel: Ten Years of Glory (2007年) ※ベスト・アルバム
- 『マスターピーシズ』 - Masterpieces (2008年) ※カヴァー・アルバム

### 映像作品
- The First Crusade (1999年)
- The Templar Renegade Crusades (2002年)
- One Crimson Night (2003年)
- Rebels with a Cause: Unruly, Unrestrained, Uninhibited (2008年) ※ドキュメントDVD
- Gates of Dalhalla (2012年)

## 日本公演
- 1998年
- 2003年 NOCTURNAL RITES とのカップリング・ツアー
- 2005年
- 2015年 LOUD PARK 15
- 2019年 BURRN!創刊35周年記念『METAL WEEKEND 2019』（9月15日、ZEPP DIVERCITY TOKYO）[9]